# Arbolé
Arbolé, auch Arbollé, ist sowohl eine Gemeinde (französisch commune rurale) als auch ein dasselbe Gebiet umfassendes Departement im westafrikanischen Staat Burkina Faso, in der Region Nord und der Provinz Passoré. Die Gemeinde hatte im Jahr 2006 45.848 Einwohner.